# Energia nucleare in Pakistan
Nel 2011 l'energia nucleare in Pakistan ha generato l'3,8% dell'energia elettrica prodotta in totale nel Paese.
A giugno 2011, sono presenti in questa nazione 2 centrali elettronucleari in funzione che dispongono complessivamente di 3 reattori operativi ed 1 in costruzione.
Non vi sono centrali elettronucleari chiuse.

## Storia
In Pakistan l'energia nucleare contribuisce per una piccola porzione del fabbisogno nazionale elettrico, l'ente regolatore e di ricerca di tutta la filiera nucleare è la Pakistan Atomic Energy Commission (PAEC). Il primo reattore della nazione è stato quello della centrale di Kanupp, vicino a Karachi, ora sotto controlli di sicurezza internazionali. Questo è un reattore di tipologia CANDU, attualmente depotenziato a 125 MW, che è in funzione dal 1971. La seconda unità della nazione è quella di Chasnupp, un reattore cinese fornito dalla CNNC da 300 MW. L'impianto è stato costruito dalla cinese SNERDI basandosi sul reattore 1 di Qinshan; è in costruzione un reattore gemello nello stesso impianto, finanziato congiuntamente dalla Cina e dal Pakistan. Il combustibile per i reattori PWR è importato dalla Cina.
Nel giugno 2008 il governo ha annunciato i piani per costruire unità 3 e 4 a Chasnupp, ognuno da 300 MWe ed in gran parte finanziati dalla Cina, con un ulteriore accordo di cooperazione firmato nell'ottobre 2008. Il costo totale stimato è di 1,7 miliardi$ mentre l'inizio dei lavori doveva avvenire nel 2009. Nel marzo 2009 lo SNERDI ha annunciato che stava procedendo con la progettazione dei due reattori con la China Zhongyuan Engineering come contraente principale. Nell'aprile 2009 e nel marzo 2010 il governo pakistano ha approvato il progetto ed i finanziamenti con la Cina Zhongyuan Ingegneria come contraente generale. Una relazione 29 aprile dal governo ha detto che aveva approvato il progetto per un costo di 2,37 miliardi$, ed i finanziamenti cinesi agevolati che dovrebbero coprire l'82% delle spese totali. Nell'aprile 2010 la potenza di ciascun reattore è stata portata a 650 MW. Esistono però dei problemi per la fornitura di tecnologia nucleare al Pakistan, in quanto è in vigore un embargo sulla fornitura di attrezzature e tecnologie dal 2004, si stanno valutando delle "clausole di partenariato" per poter iniziare i commerci

## Programma nucleare futuro
Nel 2005 è stato varato un piano di incremento della potenza installata, per passare dai 20 GW di potenza del 2006 ai 160 GW previsti per il 2030, di questi sono previsti 8.8 GW da fonte nucleare. I piani prevedono la costruzione di altre quattro unità da 300 MW cinesi gemelli ai due precedenti e sette reattori da 1000 MW. In un primo momento i reattori designati erano i CNP1000 cinesi, in seguito il Pakistan ha deciso di optare per unità più piccole ma con un contenuto di tecnologia locale più elevato.

## Reattori di ricerca
Il Pakistan possiede un reattore da 10 MW (il Parr-1) presso il Pakistan Institute of Technology.
Sono presenti altri reattori di ricerca, soprattutto di tipologia PHWR per la produzione di plutonio weapons-grade (cioè contenente almeno il 90% di isotopo 239). questi sono situati a Khushab: un reattore da 50MWt è operativo dal 1998, un secondo più grande è in funzione dal 2009 mentre un terzo è in costruzione dal 2006.

## Gestione dei rifiuti e depositi geologici
La PAEC ha il compito di gestire tutto i rifiuti radiologici della nazione, è poi in discussione la creazione di un fondo per la gestione delle scorie radioattive di Chasnupp e Kanupp. Il combustibile esausto è attualmente conservato presso le piscine dei reattori, mentre una sistemazione in cask a secco è stato proposto, come è stato proposto il ritrattamento del combustibile nucleare. Un deposito nazionale per i rifiuti di basso e medio livello dovrebbe essere costruito entro il 2015, in un sito ancora da decidere.

## Produzione di uranio
Il Pakistan è un paese produttore di uranio, soprattutto per le necessità nazionali. Secondo il "Red Book" del 2007 il paese ha riserve note di Uranio ma non stimate. La produzione annuale è di circa 40t annue e la produzione storica al 2006 è di 1079t totali
L'industria mineraria pakistana ha l'obiettivo di raggiungere le 350t di minerale estratto all'anno nel 2015, miniere a basso grado sono conosciute nel Punjab centrale.

## Centrali elettronucleari
Tutti i dati della tabella sono aggiornati a maggio 2018
| Reattori operativi |                    |           |                    |                                    |                                   |                        |
| Centrale | Potenza netta (MW) | Tipologia | Inizio costruzione | Allacciamento alla rete            | Produzione commerciale            | Dismissione (prevista) |
| Chasnupp (Reattore 1) | 300                | CNP300    | 1º agosto 1993     | 13 giugno 2000                     | 15 settembre 2000                 | 2040                   |
| Chasnupp (Reattore 2) | 300                | CNP300    | 28 dicembre 2005   | 14 marzo 2011                      | 18 maggio 2011                    | 2051                   |
| Chasnupp (Reattore 3) | 315                | CNP300    | 29 maggio 2011     | 15 ottobre 2016                    | 1 dicembre 2016                   | 2056                   |
| Chasnupp (Reattore 4) | 313                | CNP300    | 18 dicembre 2011   | 1 luglio 2017                      | 19 settembre 2017                 | 2057                   |
| Kanupp (Reattore 1) | 125                | CANDU     | 1º agosto 1966     | 18 ottobre 1971                    | 7 dicembre 1972                   | 2019                   |
| Totale: 5 reattori per complessivi 1318 MW |                    |           |                    |                                    |                                   |                        |
| Reattori in costruzione |                    |           |                    |                                    |                                   |                        |
| Centrale | Potenza netta (MW) | Tipologia | Inizio costruzione | Allacciamento alla rete (prevista) | Produzione commerciale (prevista) | Costo (stimato)        |
| Kanupp (Reattore 2) | 1014               | Hualong 1 | 20 agosto 2015     | 2020                               | 2021                              |                        |
| Kanupp (Reattore 3) | 1014               | Hualong 1 | 31 maggio 2016     | 2021                               | 2022                              |                        |
| Totale: 2 reattori per complessivi 2028 MW |                    |           |                    |                                    |                                   |                        |
| Reattori pianificati ed in fase di proposta |                    |           |                    |                                    |                                   |                        |
| Totale programmati: 0 reattori per complessivi 0 MW Totale proposti: 1 reattori per 1000 MW                                                                         |                    |           |                    |                                    |                                   |                        |
| Reattori dismessi |                    |           |                    |                                    |                                   |                        |
| Nessuno |                    |           |                    |                                    |                                   |                        |
| NOTE: - La normativa in vigore prevede la possibilità di sostituzione e/o aumento del parco reattori al termine del ciclo vitale degli impianti ancora in funzione. |                    |           |                    |                                    |                                   |                        |